# Кавач

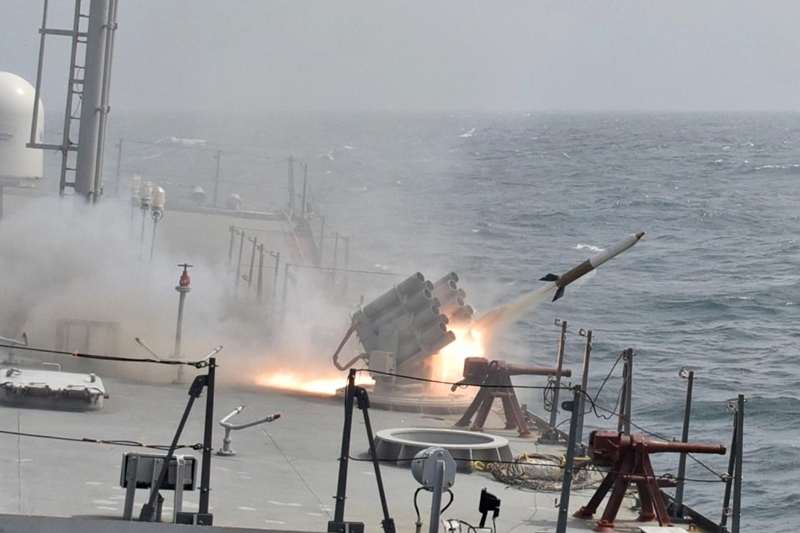
Пуск ложной цели из установки «Кавач» на эсминце D65 «Ченнаи»

Кавач («Броня») — индийская установка для пуска ложных радиолокационных целей, предназначенная для противодействия противокорабельным ракетам с радиолокационным наведением.

## Разработка
Инициатива в разработке установки принадлежала Бюро производства боеприпасов (Ordnance Factory Board), которая возглавила проект с целью достижения самообеспечения Индии оружием этого класса. 
Установка официально принята на вооружение 25 мая 2012 года. Производство развёрнуто на заводе Machine Tool Prototype Factory в Мумбаи, а ракеты — на заводе Ammunition Factory Khadki в Пуне. 

## Конструкция
Система-ловушка Кавач выпускает ложные радиолокационные цели, состоящие из стекловолокна, покрытого серебром. Элементы ложной цели находятся в воздухе во взвешенном состоянии, заставляя подлетающую ракету уклониться от настоящей цели.
Система «Кавач» работает с ракетами трёх версий в зависимости от дальности действия: 
- Большой дальности: 12 км;
- Средней дальности: 5 км;
- Малой дальности: 1 км.

Эти версии запускаются в разных ситуациях в зависимости от входящих угроз.

## Производство
Ожидается, что AFK поставит около 4000 единиц ракет Кавач разных версий в течение следующих трех лет. 

## Использование
Первым кораблем, оснащенным «Кавач», стал INS Kamorta. Сейчас он находится на борту всех новых кораблей ВМС Индии, таких как:
- Корвет типа «Каморта»
- Эсминцы типа «Калькутта»
- Эсминцы типа «Вишакхапатнам»
- Фрегаты типа «Шивалик»